# Kazumi Totaka
Kazumi Totaka (jap. 戸高 一生, Totaka Kazumi; auch bekannt als Totakeke (とたけけ); * 23. August 1967 in der Präfektur Tokio) ist ein japanischer Videospielkomponist, Synchronsprecher und Spieleentwickler.

## Wirken
Kazumi Totaka absolvierte ein Studium an der Musikhochschule Kunitachi in der Präfektur Tokio. Im Alter von 24 Jahren wurde er 1991 als Komponist bei dem japanischen Videospiel- und Spielekonsolenhersteller Nintendo angestellt und der Abteilung Nintendo Research & Development 1 zugeordnet. Das erste Spiel mit seiner Beteiligung war das 1992 erschienene X. In den folgenden Jahren komponierte Totaka unter anderem die Soundtracks zu Super Mario Land 2 – Six Golden Coins oder The Legend of Zelda: Link’s Awakening. 1995 wechselte er als Komponist in das Studio Nintendo Entertainment Analysis & Development, wo er seitdem unter anderem für Reihen wie Animal Crossing oder Wii Sports komponiert.
Darüber hinaus wirkt Totaka bei Nintendo als Synchronsprecher. Unter anderem leiht er der Spielfigur Yoshi die Stimme. Für Luigi’s Mansion und dessen Nachfolger synchronisierte Totaka den Charakter Professor I. Gidd.
Sein Debüt als Director eines Videospiels lieferte Totaka mit Wii Music, einer 2008 auf den Markt gekommenen Musiksimulation.
In den Animal-Crossing-Spielen existiert die Figur K. K. Slider, die auf Totaka basiert. Bekannt ist der Komponist außerdem für ein kurzes Stück aus 19 Noten, das als Totaka’s Song bezeichnet wird und in fast allen von Totaka komponierten Spielen versteckt ist.

## Werke
- F1 Race (Game Boy, 1990)
- X (Game Boy, 1992) – Komponist (mit Hirokazu Tanaka)
- Super Mario Land 2 – Six Golden Coins (Game Boy, 1992) – Komponist
- Mario Paint (SNES, 1992) – Komponist (mit anderen)
- Kaeru no tame ni Kane wa Naru (Game Boy, 1992) – Komponist
- The Legend of Zelda: Link’s Awakening (Game Boy, 1993) – Komponist (mit anderen)
- Tetris & Dr. Mario (SNES, 1994) – Komponist (mit anderen)
- Virtual Boy Wario Land (Virtual Boy, 1995) – Komponist
- Wave Race 64 (N64, 1996) – Komponist
- Yoshi’s Story (N64, 1997) – Komponist
- Luigi’s Mansion (GameCube, 2001) – Komponist (mit Shinobu Tanaka)
- Animal Crossing (GameCube, 2001) – Sounddirektor
- Pikmin 2 (GameCube, 2004) – Sounddirektor
- Yoshi Touch & Go (DS, 2005) – Sounddirektor
- Animal Crossing: Wild World (DS, 2005) – Sounddirektor
- Yoshi’s Island DS (DS, 2006) – Sound Supervisor
- Vorinstallierte Wii-Kanäle (Wii, 2006) – Komponist
- Wii Sports (Wii, 2006) – Sounddirektor
- Wii Play (Wii, 2007) – Tonberater
- Super Smash Bros. Brawl (Wii, 2008) – Komponist (mit anderen)
- Wii Music (Wii, 2008) – Director
- Animal Crossing: City Folk (Wii, 2008) – Sounddirektor
- Animal Crossing: New Leaf (3DS, 2012) – Sounddirektor
- Luigi’s Mansion 2 (3DS, 2013) – Sound Supervisor (mit anderen)
- Wii Sports Club (Wii U, 2013) – Komponist
- Mario Kart 8 (Wii U, 2014) – Sounddirektor